# Ceratinopsidis
Ceratinopsidis formosa és una espècie d'aranya araneomorfa de la subfamília Erigoninae, dins de la família Linyphiidae.
És l'únic membre del gènere monotípic Ceratinopsidis.
Fou descrit per primera vegada per S. C. Bishop i C. R. Crosby l'any 1930,

## Distribució
És un endemisme dels Estats Units.